# HBsAg
HBsAg (Hepatitis B surface Antigen, téže také zvaný australský antigen) je povrchový antigen HBV (Hepatititis B) viru. Tento proteinový antigen tvoří obal HBV viru a jeho přítomnost v krvi (přesněji v krevním séru) značí právě probíhající hepatitidu typu B a aktivní replikaci viru. Zjišťuje se při seriologickém vyšetření. Lze jej odchytit i v případě, že je infikovaná osoba stále ještě asymptomatická (nevykazuje příznaky). Je-li přítomen v krvi déle jak 6 měsíců, mluvíme o chronické hepatitidě B, která je častá u infikovaných osob s oslabeným imunitním systémem (např. osoby s AIDS). Samotný HBsAg není infekční, infekční je pouze celý virus. Přítomnost HBsAg téměř vždy znamená, že je nositel HBV nakažlivý. HBsAg může být nalezen kromě v krvi i v ostatních tělních tekutinách.
Ke krevní zkoušce se odebírá většinou cca 3 až 5 ml srážlivé krve. Stabilita antigenu v krvi je cca 7 dní.
Svůj název australský antigen dostal proto, že jeho první izolace byla provedena z krevního séra australských aboridžinců americkým vědcem, nositelem Nobelovy ceny, B. S. Blumbergem.